# گئورگ آزیزیان
گئورگ سورنی آزیزیان (ارمنی: Գևորգ Սուրենի Ազիզյան؛ زادهٔ ۸ ژوئیهٔ ۱۹۴۸) یک  سیاستمدار اهل ارمنستان است که از تاریخ ۱۹۹۰ تا تاریخ ۱۹۹۵ سمت نمایندگی دوره اول شورای عالی جمهوری ارمنستان را برعهده داشت.

## زندگی‌نامه
در ۸ ژوئیهٔ ۱۹۴۸ در ارمنستان به دنیا آمد . 